# Apocalypse Now
Apocalypse Now (también conocida como Apocalipsis ahora y Apocalipsis Now en algunas partes de Hispanoamérica) es una película épica bélica estadounidense de 1979 dirigida y producida por Francis Ford Coppola. El guion está basado en El corazón de las tinieblas (Heart of Darkness), una novela corta de Joseph Conrad ambientada en el África de finales del siglo XIX, aunque trasladando la acción a la guerra de Vietnam. También estuvo influenciada por la película de Werner Herzog Aguirre, der Zorn Gottes (1972).
La trama transcurre en 1969, en plena guerra de Vietnam, donde el coronel Walter E. Kurtz, de las Fuerzas Especiales del Ejército de Estados Unidos, se ha vuelto loco y ahora manda a sus propias tropas de montañeses, dentro de la neutral Camboya, como un dios. El coronel Lucas y el general Corman, cada vez más preocupados por las operaciones de vigilancia de Kurtz, asignan al capitán de MACV-SOG Benjamin L. Willard para que «ponga fin» al comando de Kurtz «con extremo prejuicio» (asesinarlo).
La película ganó dos premios Óscar, a la mejor fotografía y al mejor sonido, y obtuvo seis candidaturas, al mejor director, a la mejor película, al mejor actor de reparto (Robert Duvall), al mejor guion adaptado, a la mejor dirección artística y al mejor montaje. También fue merecedora de la Palma de Oro del Festival Internacional de Cine de Cannes de 1979.
Actualmente Apocalypse Now es reconocida en general como una obra maestra de la cinematografía del siglo XX, siendo objeto de amplios análisis por su valor cinematográfico y el subtexto y temas que aborda, como su concepción de la locura de la guerra y el horror de la barbarie y degradación moral humanas. Es considerada por muchos como el mejor filme bélico de todos los tiempos y una de las mejores y más grandes películas jamás realizadas.
En el año 2000, la película fue considerada «cultural, histórica y estéticamente significativa» por la Biblioteca del Congreso de Estados Unidos y seleccionada para su preservación en el National Film Registry.
Coppola presentó, también en el Festival Internacional de Cine de Cannes de 2001, un nuevo montaje de la película, ampliada hasta las tres horas y media de duración, con el nombre de Apocalypse Now Redux.

## Argumento
La historia comienza en Saigón, Vietnam del Sur, a fines de 1969. El Capitán del Ejército de los EE. UU. y veterano de operaciones especiales, Benjamin L. Willard (Martin Sheen), regresó a Saigón en otra gira de combate durante la guerra de Vietnam, admitiendo casualmente que no puede reincorporarse a la sociedad en los Estados Unidos y que su matrimonio con su esposa se ha roto. Bebe mucho alcohol, fuma en cadena, experimenta alucinaciones por sí mismo en su habitación y se enoja mucho, hasta se lastima cuando rompe un gran espejo.
Un día, dos policías militares llegan al apartamento de Williard en Saigón y, después de limpiarlo, lo escoltan a un remolque de oficiales donde los oficiales de inteligencia militar, el teniente general R. Corman (G. D. Spradlin) y el coronel Lucas (Harrison Ford) se acercan a él con un alto secreto, la misión de seguir el río Nung hasta la jungla remota, encontrar al excoronel rebelde de los Boinas Verdes Walter E. Kurtz (Marlon Brando), y "terminar su mando con prejuicio extremo". Aparentemente, Kurtz se volvió loco y ahora comanda sus propias tropas Montagnard dentro de la neutral Camboya. Reproducen una grabación de la voz de Kurtz, capturada por la inteligencia del ejército, donde Kurtz divaga sobre la idea de ser un caracol que se arrastra por el filo de una navaja de afeitar.
Willard es trasladado en helicóptero a Cam Ram Bay y se une a un PBR de la Marina comandado por "Chief" Phillips (Albert Hall) y los tripulantes Lance (Sam Bottoms), "Chef" (Frederic Forrest) y "Mr. Clean" (Laurence Fishburne). Williard narra que la tripulación son en su mayoría soldados jóvenes; Clean tiene solo 17 años y es del sur del Bronx, Lance es un famoso surfista de California y Chef es un chef de Nueva Orleans. El Jefe es un marinero experimentado que menciona que anteriormente había llevado a otro soldado de operaciones especiales a las junglas de Vietnam en una misión similar y escuchó que el hombre se suicidó. Mientras viajan por la costa hasta la desembocadura del río Nung, la voz en off de Willard revela que escuchar la voz de Kurtz desencadenó una fascinación con el propio Kurtz.
Se reúnen con el imprudente teniente coronel William «Bill» Kilgore (Robert Duvall), comandante de un escuadrón de helicópteros de ataque, el infame 1.º del 9.º Air Cav (caballería), quien inicialmente se burla de ellos. Kilgore se hace amigo de Lance, ambos son entusiastas del surf, y accede a escoltarlos a través de la desembocadura costera del río Nung llena de Việt Cộng debido a las condiciones de surf allí.
A la mañana siguiente, Kilgore lanza un brutal asalto en helicóptero contra la aldea del Viet Cong en medio de ataques aéreos y con napalm contra los lugareños y La cabalgata de las valquirias sonando en los altavoces del helicóptero, se toma la playa y Kilgore ordena a los otros que surfeen en medio de la artillería enemiga. Mientras Kilgore recuerda con nostalgia un ataque anterior, Willard reúne a sus hombres en el PBR, transportados en helicóptero, y comienza el viaje río arriba.
Durante el largo viaje que ocupa la mayor parte de la historia, Willard examina más a fondo el expediente de Kurtz y descubre que fue un oficial modelo y un posible futuro general pese a que la máxima promoción es a Coronel. En 1964, después de regresar de un período de servicio en Vietnam del Sur, Kurtz, de 38 años, evitó la promoción, solicitó varias veces entrenamiento aerotransportado y envió un informe a sus superiores sobre la guerra que se consideró clasificada. En otra narración en off de Williard, Kurtz regresó a Vietnam del Sur en 1966 como miembro de las Fuerzas Especiales para otra gira de combate, en la que sus métodos de lucha obtuvieron victorias contra el enemigo, el Việt Cộng y los vietnamitas del norte, pero también generaron críticas de su superior. A fines del verano de 1968, las patrullas de combate de Kurtz sufrían frecuentes emboscadas que terminaron en noviembre de 1968 después de que Kurtz ordenara a sus hombres que ejecutaran sumariamente a cuatro oficiales de inteligencia de alto rango de Vietnam del Sur que sospechaba que eran agentes dobles del Viet Cong. A pesar de que los cuatro vietnamitas ejecutados fueron revelados como agentes dobles, el ejército de EE. UU. acusó a Kurtz de asesinato por tomar el asunto en sus propias manos en lugar de pasar por los canales adecuados, lo que resultó en que Kurtz y sus Fuerzas Especiales/ejército de Vietnam del Sur huyeran a Camboya.
Una noche, Willard acompaña al Chef a la jungla para recoger mangos cuando se encuentran con un tigre. Pero ambos regresan al bote de manera segura y continúan. Williard ve el encuentro con el tigre y el pánico casi histérico de Chef como un severo recordatorio de la regla de nunca abandonar el barco.
Una o dos tardes más tarde, el equipo visita un espectáculo de la USO en un depósito de suministros con Playmates de Playboy, que sale mal cuando los militares intentan asaltar a las Playmates y R&R termina rápidamente.
Algún tiempo después, la tripulación inspecciona un sampán civil en busca de armas, pero el Sr. Clean entra en pánico y abre fuego, lo que lleva a Lance a abrir fuego también contra la inocente familia vietnamita. En medio de los suministros del barco, Chef encuentra un cachorro. Lance se lo quita con dureza a Chef y lo mantiene como mascota. Cuando Chef encuentra a una joven con vida, Willard le dispara con frialdad para evitar más retrasos en su misión. La tensión surge entre Chief y Willard a partir de este momento, ya que Willard cree que está al mando del PBR, mientras que Chief prioriza otros objetivos sobre la misión secreta de Willard.
Otra noche después, la tripulación llega al caos del puente Do Lung bajo ataque. Willard se entera por un mensajero que el oficial al mando desaparecido, el Capitán Colby (Scott Glenn), fue enviado en una misión anterior para matar a Kurtz. Willard también ve el lado perdido de la guerra: soldados quemados y drogados peleando una batalla que están perdiendo para mantener el puente abierto. Cuando la tripulación de PBR se va, el puente es destruido una vez más por los proyectiles enemigos.
Lance y Chef están continuamente bajo la influencia de las drogas. Lance, en particular, se unta la cara con pintura de camuflaje y se vuelve retraído. Al día siguiente, un enemigo invisible en los árboles dispara contra el bote, lo que mata al Sr. Clean y hace que el Jefe sea aún más hostil hacia Willard.
Uno o dos días después, el PBR es emboscado nuevamente, esta vez por guerreros Montagnard cuando cruzan la frontera hacia Camboya. Devuelven el fuego a pesar de las objeciones de Willard de que las flechas que les disparan no son letales. El jefe es atravesado por una lanza e intenta matar a Willard al intentar tirar de él hacia la punta de la lanza antes de morir.
Luego, Willard les cuenta a los dos miembros de la tripulación sobrevivientes, Chef y Lance, sobre la misión y aceptan a regañadientes continuar río arriba, donde encuentran las orillas llenas de cuerpos mutilados. Al llegar al puesto de avanzada de Kurtz por fin, Willard se lleva a Lance con él a la aldea, dejando atrás a Chef con órdenes de convocar un ataque aéreo contra la aldea si no regresan.
En el campamento, los soldados son recibidos por un fotógrafo independiente estadounidense (Dennis Hopper), quien alaba maniáticamente el genio de Kurtz. A medida que avanzan, Willard y Lance ven cadáveres y cabezas cortadas esparcidas por el templo que sirve como vivienda de Kurtz y se encuentran con Colby, que parece catatónico. Willard es atado y llevado ante Kurtz en el templo oscuro, donde Kurtz se burla de él como un "chico de los recados". Mientras tanto, Chef se prepara para llamar al ataque aéreo, pero es secuestrado. Más tarde encarcelado, Willard grita impotente cuando Kurtz deja caer la cabeza cortada de Chef en su regazo.
Después de un tiempo, Willard es liberado y se le da la libertad del recinto. En otra secuencia de monólogo, el sombrío Kurtz le da una conferencia sobre sus teorías de la guerra, la humanidad y la civilización mientras elogia la crueldad y la dedicación del Viet Cong: Kurtz había llegado a su punto de ruptura algunos años antes cuando dirigió una misión para vacunar contra la polio a los niños de un pequeño pueblo. Poco después de completar esa misión, uno de los aldeanos llamó a la unidad de Kurtz y descubrió que el Viet Cong había llegado y cortado el brazo de cada niño que había sido inyectado con la vacuna. Kurtz admira morbosamente la viciosa dedicación del Viet Cong y la voluntad que tenían para frustrar los esfuerzos de su unidad para ayudar a los aldeanos. Kurtz creía que si hubiera tenido una gran legión de hombres que llegarían a tales extremos, podría terminar con la guerra. Cerca del final de su tiempo juntos, Kurtz habla sobre su hijo y le pide a Willard que le cuente todo sobre él en caso de que muera.
Esa noche, mientras los aldeanos sacrifican ceremonialmente un búfalo de agua, Willard entra en la cámara de Kurtz mientras Kurtz está grabando una cinta y lo ataca con un machete. Mortalmente herido en el suelo, Kurtz susurra sus últimas palabras: "El horror... el horror..." antes de morir. Willard descubre un trabajo mecanografiado sustancial de los escritos de Kurtz (garabateado con "¡Suelta la bomba, extermínalos a todos!") y se lo lleva antes de salir. Willard desciende las escaleras de la cámara de Kurtz y deja caer su arma. Los aldeanos hacen lo mismo y permiten que Willard tome de la mano al casi catatónico Lance y lo lleve al bote. Los dos se alejan río abajo en el PBR para encontrar ayuda y seguridad mientras el Ejército intenta comunicarse con ellos en la radio de onda corta. Willard apaga la radio. Mientras Willard conduce el bote hacia la oscuridad de la jungla nocturna y bajo la lluvia torrencial, las últimas palabras de Kurtz "el horror... el horror..." resuenan en su mente.

## Reparto
- Martin Sheen como el capitán Benjamin L. Willard
- Marlon Brando como el coronel Walter E. Kurtz
- Robert Duvall como el teniente coronel William «Bill» Kilgore
- Frederic Forrest como Jay «Chef» Hicks
- Dennis Hopper como el fotoperiodista
- Harrison Ford como el coronel G. Lucas
- Scott Glenn como el capitán Richard M. Colby
- Laurence Fishburne como Tyrone «Sr. Limpio» Miller
- Sam Bottoms como Lance B. Johnson
- Albert Hall como el jefe Phillips
- G.D. Spradlin como el general Corman
- Francis Ford Coppola como el director de noticias (sin acreditar)
- R. Lee Ermey como el piloto del helicóptero (sin acreditar)

Versión Redux
- Christian Marquand como Hubert de Marais
- Aurore Clément como Roxanne Sarrault

## Rodaje
El rodaje de esta película en las islas Filipinas estuvo lleno de complicaciones. De hecho, cuando Coppola la presentó en el Festival de Cine de Cannes comentó: «Esta no es una película sobre la guerra de Vietnam, esto es Vietnam». Las dificultades que atravesó Coppola para encontrar un protagonista superan las de cualquier película conocida: desde Al Pacino, Robert Redford, pasando por Steve McQueen y Jack Nicholson, todos se negaron a participar en tan demencial rodaje; al final se tuvieron que conformar con el entonces desconocido Martin Sheen. Originalmente para el papel del capitán Willard había sido contratado Harvey Keitel, quien filmó algunas escenas, pero fue despedido por Coppola, ya que este consideraba que Keitel no estaba a la altura del papel, tras lo cual Coppola contrató a Sheen, contribuyendo todo esto a la demora y al retraso en la filmación, que se extendería alrededor de dos años.
Se cuenta como anécdota que el propio Martin Sheen estuvo a punto de morir de un ataque al corazón durante el rodaje de la misma, así como el hecho de que algunas de las imágenes de helicópteros bombardeando con napalm fueron en realidad de los helicópteros prestados por el Ejército filipino para el rodaje, que tuvieron que volver rápidamente para bombardear posiciones de la guerrilla. Durante la convalecencia de Martin Sheen a causa de su infarto, este fue sustituido por su hermano Joe, debido a su gran parecido físico. No obstante, su sustitución fue reservada a escenas oscuras, en las que el personaje sale de espaldas o en planos generales. Luego, cuando Martin se incorporó de nuevo al rodaje se rodaron los primeros planos. En el documental Heart of Darkness se cuenta cómo Martin tuvo que tomar un autobús hasta las oficinas de producción para ser llevado al hospital por dolores en el pecho. En el hospital un cura filipino le dio la extremaunción.
En el documental, filmado por Eleanor, la esposa de Coppola, también se cuenta que hubo consumo de drogas por parte del equipo. Sam Bottoms admite que consumió marihuana y speed debido a las largas horas nocturnas a las que estaban sometidos los actores.
La escena del bombardeo de napalm con la que comienza la película, con el tema «The End» de The Doors sonando de fondo, se realizó con metraje de una cámara auxiliar que había sido descartado. Francis lo recuperó de la papelera en la sala de montaje. Se fijó en aquel material fotográfico de casualidad. En la siguiente escena, en la que Martin Sheen presenta su personaje, el actor estaba bebido de verdad y al golpear el espejo el corte fue real. La sangre que mancha su cara y las sábanas es suya, del corte que se produjo en el dedo pulgar.
Cuando Marlon Brando llegó al set de filmación exigió que no quería a Dennis Hopper en el mismo, por lo que la escena en la que Brando le tira fruta a Hopper fue filmada en dos días distintos. El primer día se grabó a Brando arrojando la fruta y diciéndole a Hopper que se callara y el segundo día le explicaron a Hopper qué había pasado el día anterior y que simulara que le arrojaban fruta.
Entre otros problemas que surgieron con la contratación de Brando fue el salario que este exigió (tres millones de dólares por tres semanas) y la negativa de darle más tiempo a Coppola para terminar el final de la película. Brando pasó la mayor parte del tiempo discutiendo y a veces improvisando cada escena. Incluso antes de siquiera llegar a Filipinas, amenazó a Coppola de que no solo no le daba el tiempo extra para el final, sino que se salía de la película misma (al parecer no le gustaba la idea de viajar a Filipinas). El director ya le había pagado la mitad del salario por adelantado (1,5 millones).

## Final alternativo
En el momento de realizarse la película había muchos rumores sobre Apocalypse Now. Coppola señaló que el final había sido escrito con precipitación. En este final Willard y Kurtz unen sus fuerzas y repelen un ataque aéreo complicado; en cualquier caso, a Coppola nunca le agradó por completo, ya que prefería un final que fuera esperanzador.
Cuando Coppola pensó el final de la película, tenía dos opciones. Una consistía en Willard llevando a Lance de la mano entre todos los integrantes de la base de Kurtz, tirando sus armas y terminando con unas imágenes de Willard en un bote, en superposición a la cara del ídolo de piedra y desvaneciéndose a negro. La otra opción mostraría un ataque aéreo y la base saltando espectacularmente en pedazos, dejando muertos a todos los integrantes de la base.
La presentación original del filme en 70 mm finaliza con el bote de Willard, la estatua de piedra y un fundido en negro sin títulos de créditos. Después, no mostrar los créditos se convirtió en un problema y Coppola decidió mostrar los créditos superpuestos a las tomas de la base de Kurtz explotando (parece ser que existen versiones analógicas en 16 mm para alquiler en manos de algunos coleccionistas); de cualquier manera, cuando Coppola se enteró de que la audiencia había interpretado que se trataba de un ataque aéreo ordenado por Willard, eliminó la película de 35 mm y puso los créditos con fondo negro. En los comentarios del DVD de la película, Coppola explicó que las imágenes de las explosiones no se hicieron como parte de la historia; fueron realizadas como algo completamente separado del filme. Fueron añadidas a los créditos porque él tenía grabado el proceso de la demolición del plató de Filipinas, requerido por el gobierno de dicho país, imágenes que fueron filmadas con múltiples cámaras con diferentes películas y lentes para capturar las explosiones a diferentes velocidades.
El origen de estas interpretaciones erróneas son las versiones de los créditos finales. Algunas versiones para televisión mantuvieron las explosiones finales, mientras que otras no lo hicieron.
Las versiones de 70 mm terminan con un fundido en negro, sin créditos, salvo el mensaje que dice «Copyright 1979 Omni Zoetrope», justo al final. Esto da pie a la intención original de Coppola de que la película de tour (viaje) puede ser un juego en sí. Los créditos aparecían impresos en un programa y eran distribuidos antes de la proyección en algunos cines (durante la proyección de Apocalypse Now Redux también se repitió este proceso en varias salas).
La primera versión en DVD fue hecha como la versión de 70 mm, es decir, sin los créditos del principio y del final, pero estaban por separado en el DVD. Los créditos de Apocalypse Now Redux fueron diferentes: se mostraron en un fondo negro, pero con diferente ambientación musical por los Rhythm Devils.

## Apocalypse Now Redux y Apocalypse Now: Final Cut
En el Festival de Cine de Cannes del año 2001, Francis Ford Coppola presentó un nuevo montaje de la película, bajo el título de Apocalypse Now Redux, en el que se incluyeron 49 minutos de escenas eliminadas de la versión original de 1979.
En 2020, con la reapertura de los cines después de la compleja situación derivada de la pandemia de COVID-19, se estrenó un nuevo montaje de la película, con una duración intermedia entre la versión original de 1979 y la versión Redux de 2001. Esta nueva versión, titulada Apocalypse Now: Final Cut, fue hecha por Francis Ford Coppola con motivo del 40 aniversario del estreno original y podría ser la versión más definitiva, aunque tal vez no el último montaje.

## Premios y candidaturas

### Óscar
| Año  | Categoría                       | Receptor                                                 | Resultado  |
| ---- | ------------------------------- | -------------------------------------------------------- | ---------- |
| 1979 | Óscar a la mejor película       |                                                          | Candidata  |
| 1979 | Óscar al mejor director         | Francis Ford Coppola                                     | Candidato  |
| 1979 | Óscar al mejor guion adaptado   | Francis Ford Coppola y John Milius                       | Candidatos |
| 1979 | Óscar al mejor actor de reparto | Robert Duvall                                            | Candidato  |
| 1979 | Óscar al mejor sonido           | Walter Murch, Mark Berger, Richard Beggs, y Nathan Boxer | Ganadores  |
| 1979 | Óscar al mejor montaje          | Richard Marks Gerald B. Greenberg y Walter Murch         | Candidatos |
| 1979 | Mejor fotografía                | Vittorio Storaro                                         | Ganador    |
| 1979 | Mejor dirección artística       | Dean Tavoularis, Angelo P. Graham, George R. Nelson      | Candidatos |

### Premios Globo de Oro
| Año  | Categoría              | Receptor                               | Resultado |
| ---- | ---------------------- | -------------------------------------- | --------- |
| 1979 | Mejor película – Drama | Mejor película – Drama                 | Candidata |
| 1979 | Mejor director         | Francis Ford Coppola                   | Ganador   |
| 1979 | Mejor actor de reparto | Robert Duvall                          | Ganador   |
| 1979 | Mejor banda sonora     | Carmine Coppola y Francis Ford Coppola | Ganadores |

### Premios BAFTA
| Año  | Categoría                  | Receptor                                                          | Resultado  |
| ---- | -------------------------- | ----------------------------------------------------------------- | ---------- |
| 1979 | Mejor película             | Mejor película                                                    | Candidata  |
| 1979 | Mejor director             | Francis Ford Coppola                                              | Ganador    |
| 1979 | Mejor actor                | Martin Sheen                                                      | Candidato  |
| 1979 | Mejor actor de reparto     | Robert Duvall                                                     | Ganador    |
| 1979 | Mejor banda sonora         | Carmine Coppola y Francis Ford Coppola                            | Candidatos |
| 1979 | Mejor fotografía           | Vittorio Storaro                                                  | Candidato  |
| 1979 | Mejor montaje              | Richard Marks, Walter Murch, Gerald B. Greenberg y Lisa Fruchtman | Candidatos |
| 1979 | Mejor diseño de producción | Dean Tavoularis                                                   | Candidato  |
| 1979 | Mejor sonido               | Nathan Boxer, Richard Cirincione y Walter Murch                   | Candidatos |

### Festival Internacional de Cine de Cannes
| Año  | Categoría    | Receptor     | Resultado |
| ---- | ------------ | ------------ | --------- |
| 1979 | Palma de oro | Palma de oro | Ganadora  |